# Travis Banks
Travis Bligh (Bulls, 15 de febrero de 1987), más conocido por su nombre en el ring Travis Banks, es un luchador profesional neozelandés.
Ha aparecido en otras empresas británicas tales como Fight Club: Pro, Defiant Wrestling, Attack! Pro Wrestling, Revolution Pro Wrestling y más notoriamente en Progress Wrestling, donde fue campeón mundial.

## Carrera profesional

### Otras promociones (2012-2020)
El 30 de marzo de 2013, en IPW Génesis, Banks fue parte de la lucha por ser el contendiente #1 en la batalla real por el campeonato de peso pesado de IPW Nueva Zelanda, pero fue eliminado junto con Liam Fury al mismo tiempo, provocando un empate. El 27 de abril de 2013, Banks ganaría el campeonato en una triple amenaza contra Kingi y Liam Fury.
El 6 de septiembre de 2013, Banks debutaría en Ring of Honor haciendo equipo con Aaron Solo y Mike Dean, perdiendo contra por Cheeseburger, Nick Merriman y Will Ferrara.
El 20 de noviembre de 2016, Banks volvería a competir en ROH, siendo derrotado por Kyle O'Reilly.
En la noche 3 de WrestleMania Axxess 2017 - Banks haría su debut en la WWE haciendo equipo nuevamente con TK Cooper, pero perdiendo a manos de Mustafa Ali y Rich Swann.
El 28 de junio de 2017 fue anunciado que debutaría en Pro Wrestling Guerrilla, entrando en la Batalla de Los Ángeles. Derrotó a Mark Haskins en la primera ronda y a Marty Scurll en los cuartos de final antes de ser eliminado del torneo en las semifinales por Ricochet.

### WCPW / Defiant Wrestling (2016–2020)
Banks hizo su debut en WCPW en una pelea de tag team donde hizo equipo con Martin Kirby, derrotando a Gabriel Kidd & Liam Slater. En el evento "Refuse To Lose" fue parte de una triple amenaza para coronar al primer campeón de Internet de WCPW, lucha que fue ganada por El Ligero. En "True Legacy" hizo equipo con Pete Dunne y derrotaron a Alberto El Patrón y a El Ligero en la primera ronda del torneo por el campeonato de equipos de WCPW. En "Loaded #16" Banks y Dunne fueron derrotados por los hermanos Coffey en la semifinal del torneo. En "Delete" derrotaron Alex Gracie & Lucas Archer por una oportunidad al título de parejas de WCPW, sin embargo perderían la lucha contra Johnny Moss & Liam Slater en "Loaded #17".
En el evento "Lights Out derrota a Zack Sabre Jr. en una contienda individual. En "Loaded #24" ayuda a Joe Hendry a derrotar a Alberto El Patrón, junto con Coffey, para así formar un equipo llamado "El prestigio", en donde más tarde esa misma noche, BT Gunn se uniría. En WCPW Pro Wrestling World Cup derrotarían al Bullet Club (Adam Cole y The Young Bucks). El 29 de abril entró como número 14 en un rumble de 30 hombres, sin embargo, fue eliminado por Rampage.
El 19 de febrero de 2018, en el evento Defiant #10 Banks se corona como el campeón de Internet de Defiant, luego de que Zack Sabre Jr. lo dejara vacante.

### Progress Wrestling (2016–2020)
Hace su primera aparición en el capítulo 32 ayudando a TK Cooper a derrotar a Jack Sexsmith. Sin embargo, su debut en el ring se da un mes después durante el capítulo 33, donde junto a TK derrotan a Sexsmith & Roy Johnson. "South Pacific Power Trip" como son llamados Banks & Cooper, comienzan una racha de victorias hasta el capítulo 45, cuando ellos son derrotados por los campeones de parejas Trent Seven y Tyler Bate (British Strong Style) en una contienda por los títulos.
En el 2017, Banks entra al "Torneo Super Strong Style 16" ganándole a Jimmy Havoc en el primer asalto, a Flamita en los cuartos de final, a Zack Sabre Jr. en las semis y a Tyler Bate en la final. Debido a esto, Banks pide una oportunidad por el título mundial de Progress, la cual se daría en el capítulo 55.
El 10 de septiembre en Alexandra's Palace, Banks derrota a Pete Dunne convirtiéndose en el nuevo campeón mundial de Progress. Hasta la fecha, ha defendido exitosamente el título contra diversos oponentes, tales como Matt Riddle, Keith Lee, Mark Andrews, Chris Brookes, su excompañero de equipo TK Cooper y Will Ospreay.

### Revolution Pro Wrestling (2017-2020)
Al lado de Chris Brookes (CCK) Banks gana el campeonato de parejas de Rev Pro en su primera lucha en la empresa. CCK defendió exitosamente los títulos frente a varios equipos, que incluyen a Ryan Smile y Shane Strickland, Sami Callihan y Martin Stone, y Los Ingobernables de Japón (Bushi y Hiromu Takahashi) antes de perder los cinturones a manos de Moustache Mountain(Trent Seven y Tyler Bate).

### WWE
Banks hizo su debut en el Torneo por el Campeonato del Reino Unido de la WWE por una oportunidad al Campeonato del Reino Unido, en el que derrotó a Ashton Smith clasificando a la semifinal más tarde esa noche, en la semifinal, derrotó a Joe Coffey, clasificando a la Final en el evento central, en la Final del Torneo fue derrotado por Zack Gibson. Al siguiente día en la segunda noche del evento, se enfrentó a Noam Dar, Flash Morgan Webster y a Mark Andrews en una Fatal-4 Way Match por una oportunidad por el Campeonato del Reino Unido de NXT, sin embargo perdió.

#### NXT UK (2018-2020)
Debutó de manera oficial en el NXT UK, transmitido el 19 de diciembre, fue derrotado por Joe Coffey.
Comenzando el 2019, en el NXT UK transmitido el 2 de enero, derrotando a Jamie Ahmed, la siguiente semana en NXT UK, derrotó a Tyson T-Bone y la siguiente semana en NXT UK, se enfrentó a Jordan Devlin, sin embargo terminó sin resultado, en el NXT UK transmitido el 6 de marzo se enfrentó a Jordan Devlin en un Falls Count Anywhere Match, sin embargo perdió. En el NXT UK transmitido el 10 de abril, derrotó a Kassius Ohno, en el NXT UK transmitido el primero de mayo, derrotó a Mansoor, y en el NXT UK transmitido el 22 de mayo, derrotó a Joseph Conners clasificándose a una Fatal 4 Way Match por una oportunidad al Campeonato del Reino Unido de NXT. En el NXT UK transmitido el 8 de junio derrotó a Dave Mastiff, Jordan Devlin y a Joe Coffey en una Fatal 4 Way Match y ganó una oportunidad por el Campeonato de NXT UK de WALTER. En el NXT UK del 26 de junio se enfrentó a WALTER por el Campeonato del Reino Unido de NXT, sin embargo perdió. Posteriormente comenzó un feudo contra Noam Dar.
En el NXT UK transmitido el 23 de enero derrotó a The Brian Kendrick para clasificarse a la Fatal-4 Way Match por el Campeonato Peso Crucero de NXT de Angel Garza en Worlds Collide II. En Worlds Collide II, se enfrentó a Jordan Devlin, Isaiah "Swerve" Scott y a Angel Garza en una Fatal-4 Way Match por el Campeonato Peso Crucero de NXT, sin embargo ganó Devlin.
En el NXT UK transmitido el 5 de marzo retó a Alexander Wolfe a un combate esa misma noche,sin embargo, fue derrotado por Wolfe, y en el NXT UK transmitido el 26 de marzo, se enfrentó a Jordan Devlin por el Campeonato Peso Crucero de NXT, sin embargo perdió.

### Regreso al circuito independiente (2022)
El 10 de noviembre de 2021, Banks haría su primera declaración, afirmando que debido a las denuncias, su visa de trabajo en el Reino Unido fue revocada y debía salir del país. También anunciaría su regreso a la lucha libre profesional a principios de 2022. También anunciaría que solo lucharía en la escena independiente mexicana.
Haría su regreso al ring en octubre en un evento de IWRG Lucha Libre. En febrero de 2022, Banks ganaría el vacante Campeonato Intercontinental de Peso Medio de IWRG, su primera victoria desde su liberación.

## Controversia

### Incidente del Movimiento Speaking Out
Como parte del movimiento Speaking Out, la luchadora Millie McKenzie acusó a Banks de abuso emocional y de abusar de su posición de confianza sobre ella al tener una relación con ella cuando tenía diecisiete años y era su aprendiz en "Fight Club Pro". Banks tenía treinta años en el momento de la relación. Banks emitió un comunicado admitiendo la relación. McKenzie publicó capturas de pantalla de mensajes abusivos supuestamente de Banks y afirmó que había abusado de su posición de confianza sobre otros aprendices. Progress cortó lazos con Banks el 20 de junio de 2020. El 26 de junio, Banks fue liberado (sin confirmación formal) de WWE.

## En lucha
- Movimientos finales
  - German suplex
  - Kiwi Crusher (fisherman driver)
  - Lion's Clutch (arm trap crossface)
  - Slice of Heaven
  - Sprinning torture rack slam
- Movimientos de firma
  - Boston Crab
  - Cannonball
  - Dropkick, a veces de la cuerda superior
- Apodos
  - "The Kiwi Buzzsaw[18]"

### Luchadores entrenados
- TK Cooper[19]
- Bea Priestley[20]
- Dahlia Black[21]
- Millie McKenzie[22]

## Campeonatos y logros

### Sumo
- Oceanía sumo wrestling championships
  - Silver medal in the lightweight[23][24]

### Lucha libre profesional
- Attack! Pro Wrestling

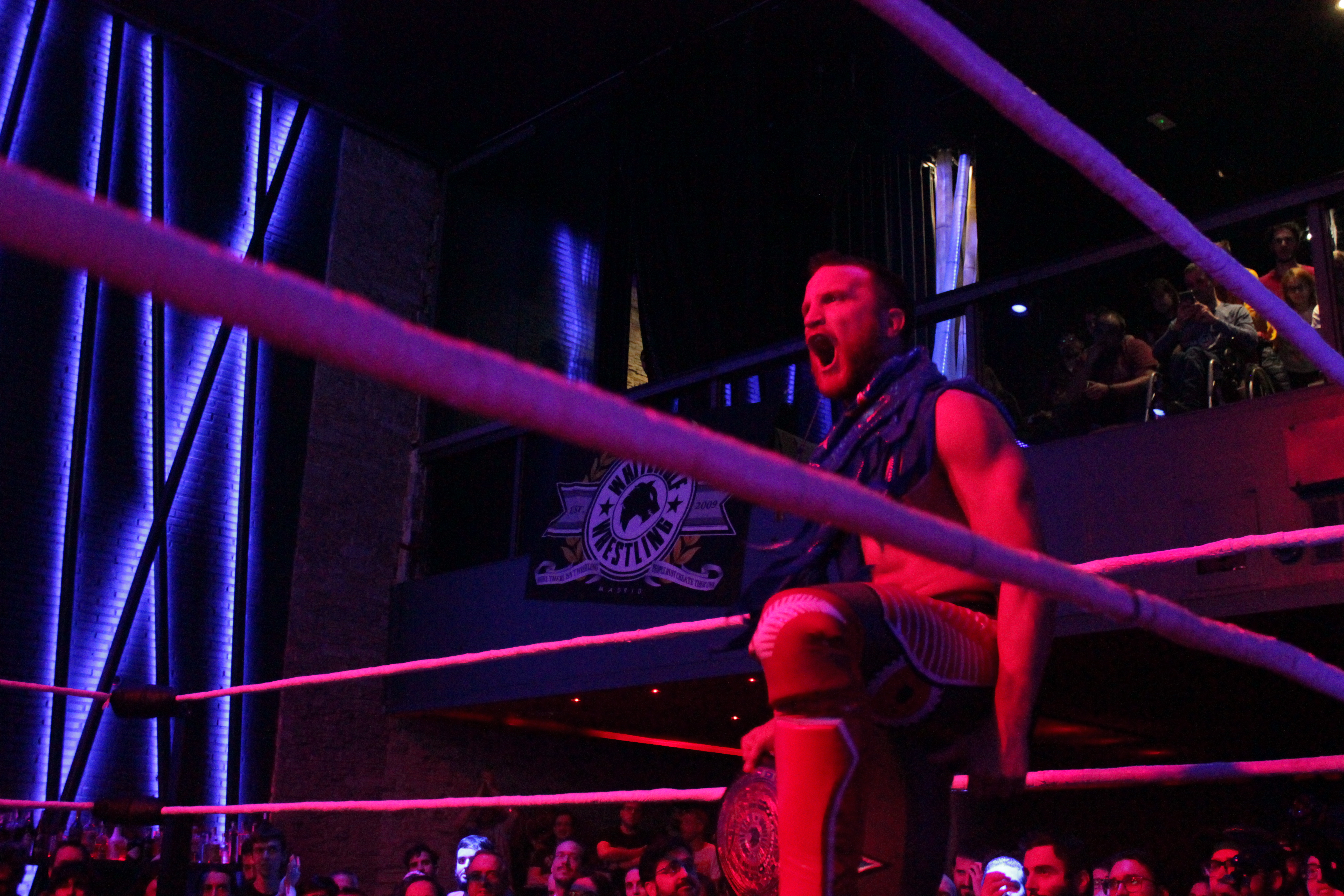
Banks como Campeón de Triple W.

  - Attack! 24:7 Championship (1 vez)[25]

- Defiant Wrestling
  - Defiant Internet Championship (1 vez)[26]

- Fight Club: Pro
  - Infinity Tournament (2016)[27]
  - FCP World Championship (1 vez)[28]

- Impact Pro Wrestling
  - IPW New Zealand Heavyweight Championship (2 veces)[29][30]
  - Armageddon Cup Championship (1 vez)[31]

- International Wrestling Revolution Group
  - Campeonato Intercontinental de Peso Medio de IWRG (1 vez, actual)

- Lucha Forever
  - Lucha Forever Championship (1 vez)[32]

- New Zealand Wide Pro Wrestling
  - NZWPW Tag Team Championship (1 vez) - con J.C. Star[33][34]

- Progress Wrestling
  - Progress World Championship (1 vez)[9]
  - Super Strong Style 16 (2017)

- Pro Wrestling Illustrated
  - PWI clasificado #135 en los 500 mejores luchadores de PWI 500 en 2017[35]

- Revolution Pro Wrestling
  - Undisputed British Tag Team Championship (1 vez) - con Chris Brookes[10]

- White Wolf Wrestling
  - Triple W Undisputed Championship (1 vez)[36]